# 蒙娜·哈娜-阿提沙
蒙娜·哈娜-阿提沙（Mona Hanna-Attisha，1976年—），兒科醫生、公共衛生倡議者，因為揭發美國密西根州弗林特市的飲用水含鉛量超標（佛林特水源危機），導致兒童健康受損而知名。人們常稱她為蒙娜博士。

## 揭發弗林特市飲用水危機
2015年9月24日，蒙娜博士公佈，自從自來水供應從底特律河切換到弗林特河後，當地兒童的血液含鉛量顯著上升。蒙娜博士的研究受到她的中學好友兼美國環保局僱員、水務工程師埃林·沃爾恩·貝坦佐（Elin Warn Betanzo）所啟發，貝坦佐告訴蒙娜博士，他的朋友馬克·愛德華茲（Marc Edwards，弗吉尼亚理工学院大學教授）及其團隊在弗林特市的居民中找到高含鉛量的樣品。這項信息引起了蒙娜博士的關注。鑒於未能獲取密西根州的官方數據，她轉而利用醫院的電子病歷系統作為分析的原始數據。
基於發現牽涉重大的公共健康利益，蒙娜博士決定冒著可能毀掉自己名譽的風險，在同行評議之前的9月24日，以記者會的形式發布她的研究所得。她的發現後來在《美國公共衛生期刊》正式發表 ，並被美國疾病控制中心2016年7月份致殘率及死亡率每週快報所印證。從朋友口中獲知食水含鉛到召開記者會，哈娜博士和她的團隊只花了兩星期。
在該場記者會中，蒙娜博士呼籲居民（尤其是兒童）停止飲用自來水、盡快停用弗林特河作為水源、並敦促市政府發布健康忠告。翌日，弗林特市政府隨即發布健康忠告，呼籲市民（尤其是兒童）盡量避免接觸自來水。同年10月16日，自來水水源被重新切換至底特律河。市政府、州政府及聯邦政府相繼宣布進入緊急狀態。
蒙娜·哈娜的研究初時被密西根州政府的環境監測部門發言人所嘲笑，聲稱她為“不幸的研究人員”、“拿捏數據”、“幾乎導致群眾歇斯底里”。十天以後，《底特律自由報》記者發表了和哈娜博士論調相符的獨立研究，加上哈娜博士和密西根州首席醫療官單獨對談後，州政府的立場才改為支持她的結論。隨後的記者會上，密西根州政府改口承認食水含鉛危機，並安排環境監測部門向哈娜博士道歉。在2016年1月19日發表“州情咨文”時，州長里克·斯奈德公開感謝哈娜博士對食水含鉛作出警告。

## 獎項和榮譽
由於蒙娜·哈娜-阿提沙揭發了佛林特水源危機，而且對於在應對此危機時提出了公共衛生上的倡議，被《時代》雜誌評為2016年最具影響力的人物之一，也被Politico雜誌評為最具影響力的50人。哈娜-阿提沙也是2016年Ridenhour Prize為敢於說出事實（Truth-Telling）的獲獎者、美國國際筆會詹姆斯·古德勒的言論自由獎、以及2016年十大傑出美國青年之一。哈娜-阿提沙也被底特律新聞提名為「密西根州年度人物」（Michiganian of the Year）。
蒙娜·哈娜-阿提沙獲得了美国 - 阿拉伯反歧视委员会所頒發的蘿絲納德獎（Rose Nader Award），也被阿拉伯经济和社会社区中心稱為公義之君（Champion of Justice）。2016年，哈娜-阿提沙在密西根州立大學、布隆博格公共卫生学院、弗吉尼亚理工学院暨州立大学及另外二所學校畢業典禮的畢業祝福中致詞。
2017年4月22日在美國進行的為科學遊行活動，比爾·奈、蒙娜·哈娜-阿提沙和莉迪亞維拉-科馬羅夫名列名譽主辦方。

## 《眼睛看不見的東西》
《眼睛看不見的東西》是一本由蒙娜博士親自撰寫，以生動形式講述她對佛林特水源危機的第一身經歷。這本書由蘭登書屋旗下「一個世界」出版，主編克里斯·傑克遜（Chris Jackson），並於2018年6月19日發行。 
《紐約時報》和《華盛頓郵報》均給予本著作好評。《眼睛看不到的東西》還被《紐約時報》評選為《2018年值得關注的100本書》。此外，本書被美國公共廣播電台的《科學星期五》（Science Friday）評為《2018年最佳科學書》和《 2019年密歇根州名著》。
本書之電影改編權由製片商匿名內容獲得，並已選定由邁克爾·舒格（Michael Sugar）和羅莎莉·斯威德琳（Rosalie Swedlin）監製，謝里安·達比斯（Cherien Dabis）執導。

## 教育背景
蒙娜·哈娜-阿提沙在密歇根大学的自然資源與環境學院（School of Natural Resources and Environment）獲得科學學士，在密歇根大学公共衛生學院獲得公共衛生碩士，在密歇根州立大学醫學院獲得醫學學位。她在韦恩州立大学/密西根兒童醫院完成住院醫師及總住院醫師的訓練。她是密歇根州立大学醫學院的副教授。

## 個人生活
蒙娜·哈娜-阿提沙是伊拉克裔美國人，出生於英國的谢菲尔德，她的父母是伊拉克科學家及異議者，在萨达姆·侯赛因統治時期離開伊拉克。她本人沒有宗教信仰，但是生長於加色丁禮天主教家庭，一個活躍於中東且常遭迫害的教派。蒙娜·哈娜-阿提沙曾在《紐約時報》撰寫評論《Corroding the American Dream （页面存档备份，存于）》，內容是有關她的移民故事，以及美國總統唐納·川普限制移民政策的衝擊。
蒙娜·哈娜-阿提沙在密西根州的皇家橡長大，畢業於天主教天使守護者中小學、皇家橡的金博高中。她的先生艾略特·阿提沙（Elliott Attisha）是底特律的儿科医生，他們育有二女。

### 類似事件
- 2015年香港食水管路含重金屬超標事件
- 2019冠状病毒病疫情

### 類似人物
- 李文亮
- 高耀洁
- 王淑平

## 備註
1. ↑  註：測試發現，當自來水離開處理廠時並不含鉛，但到達水龍頭時含鉛量較高。這是因為弗林特河水源的氯化物含量很高，相比之前來自底特律河的水源，對含鉛的自來水管道腐蝕性更強，從而導致更多鉛離子溶出。

## 延伸閱讀
- . American Journal of Public Health. February 2016, (106): 283–290. doi:10.2105/AJPH.2015.303003.

## 外部連結
- .   [2017-05-01]. （原始内容存档于2017-04-11）.
- .   [2017-05-01]. （原始内容存档于2021-04-25）.